# Els quaderns de cuina de la Julie
Els quaderns de cuina de la Julie (títol original en francès: Les Carnets de Julie) és un programa de televisió setmanal de cuina francesa, presentat per Julie Andrieu, emès des del setembre de 2012 al canal France 3.
A cada número, Julie Andrieu es proposa descobrir una zona de l'Estat francès, conèixer-hi cuiners aficionats, receptes gastronòmiques poc conegudes però representatives de la regió i elements del patrimoni local. Cada programa acaba amb un banquet que reuneix les especialitats i personalitats entrevistades.
El principi del programa s'inspira en el creat per Sarah Wiener en el programa Die kulinarischen Abenteuer der Sarah Wiener, emès a Arte del gener del 2007 al 2012. Com la cuinera alemanya, Julie Andrieu viatja amb el seu cotxe vermell per conèixer els protagonistes del programa, i un àpat festiu els reuneix al voltant dels plats presentats al llarg d'aquell episodi. Una gran diferència entre els dos programes és que, tot i que Sarah Wiener elabora una recepta i és jutjada per diversos convidats locals, la presentadora francesa no participa en la preparació dels plats o productes presentats al final del programa.
L'1 de juliol de 2022 es va estrenar el programa doblat al català al canal 33.